# くちづけDiamond
「くちづけDiamond」（くちづけダイアモンド）は、WEAVERの楽曲。5枚目のシングルとして、2015年5月20日にA-Sketchから発売された。

## 解説
本作の表題曲となる「くちづけDiamond」はテレビアニメ『山田くんと7人の魔女』の主題歌であり、初のアニメタイアップ曲となった。
また、映画『ライアの祈り』主題歌として書き下ろされた楽曲「Beloved」が収録される。初回限定盤には自主企画「WEAVER Special Live 2015『Guess What!? We Have A Guest!! WEAVER × ゲスの極み乙女。』」のライブ映像のDVDが収録される。

## 収録内容

### CD
1. くちづけDiamond
2. Beloved
3. Inception
4. Time Piece（初回限定盤のみ）

### DVD
1. 夢じゃないこの世界
2. Shall we dance
3. 君と僕のテーマソング
4. 2次元銀河
5. Beloved

## カバー
くちづけDiamond
- Argonavis - デジタルシングル『リスタート』（2020年12月27日発売）に収録。
- ハロー、ハッピーワールド!［弦巻こころ（伊藤美来）］ - 2022年3月20日にゲーム『バンドリ! ガールズバンドパーティ!』に追加収録[2]。